# 3830상담실
3830상담실은 대전MBC 표준FM에서 평일 오전 11시 10분부터 11시 57분까지 방송했던 라디오 상담 프로그램이다. 2025년 4월 3일 자로 20년만에 폐지되었다.

## 진행
- 유지은 아나운서